# 町苅田
町苅田（まちかんだ）は、岡山県赤磐市の大字。郵便番号は701-2222（備前瀬戸郵便局管区）。

## 地理
赤磐市中南部に位置する。北で西軽部、北東で東軽部、東で大苅田、南で東窪田、南西で西窪田、西で由津里と接する。

## 歴史
当地は赤坂郡鳥取郷（のちに鳥取庄）の一部であり、現在も条里制の跡を残している。江戸時代には赤坂郡町苅田村となり、宿場町として栄えた。1889年（明治22年）6月1日に周辺の村と合併し鳥取上村となり、1953年（昭和28年）3月1日に軽部村、笹岡村と合併し、赤坂町となる。その後赤坂町は2005年（平成17年）3月7日に山陽町、熊山町、吉井町と合併し赤磐市となっている。

### 地名の由来
苅田は約0.1アールの面積の田を指すことから『岡山地名事典』では周辺の大苅田、前苅田なども含め、条里に関係があるように考えられるとしている。

## 人口
平成29年9月1日時点での人口と世帯数は以下の通りである。
|        | 人口  | 世帯数  |
| ------ | ----- | ------- |
| 町苅田 | 758人 | 316世帯 |

## 小・中学校の学区
公立の小・中学校に通学する場合、学区は次のように指定されているが、学校選択制度を導入しており、学区外であっても、一定条件を満たせば自宅から一番近い小中学校を選択し通学が可能である 。
| 区域 | 小学校             | 中学校             |
| ---- | ------------------ | ------------------ |
| 全域 | 赤磐市立石相小学校 | 赤磐市立赤坂中学校 |

## 交通

### 鉄道
地内には鉄道は通っていない。

### バス
- 宇野バス美作線 - 地内に町苅田車庫も置かれている。

### 道路
- 岡山県道27号岡山吉井線
- 岡山県道53号御津佐伯線
- 岡山県道403号町苅田熊山線

## 施設
- 赤磐市赤坂支所
- 赤磐市赤坂体育センター
- 赤磐市赤坂健康管理センター
- 赤磐市立赤坂図書館
- 赤坂郵便局
- 赤磐警察署町苅田駐在所
- 赤磐市立赤坂中学校
- 赤磐市立石相小学校
- ハピーマート
- ザグザグ
- 晴れの国岡山農業協同組合赤坂支店
- 赤磐市第二水源浄水場